# Geografía de Wallis y Futuna

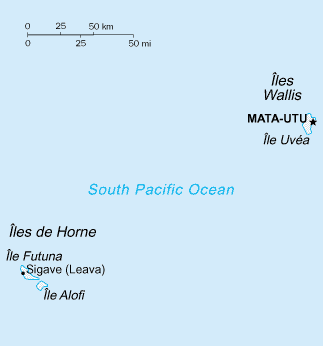
Mapa de las islas Wallis y Futuna.

Wallis y Futuna está localizada a cerca de dos terceras partes del camino entre Hawái y Nueva Zelanda.
El territorio incluye la isla de Wallis (la más poblada) de 96 km², la isla de Futuna de 64 km², la isla deshabitada de Alofi de 32 km² (toda la población de Alofi fue comida por el pueblo caníbal de Futuna en un solo ataque en el siglo XIX[cita requerida]) y por 20 islotes deshabitados, sumando un total de 274 km² con 129 km de costa. El punto más alto del territorio es Monte Puke en la isla de Futuna con 524 m.
Cuentan con un clima cálido y lluvioso de los meses de noviembre a abril, y fresco y seco de mayo a octubre. La precipitación anual es del orden de los 2500 a 3000 mm. La humedad promedio es del 80% y la temperatura de 26.6 °C.
Sólo el 5% de la tierra de las islas es cultivable. La deforestación (sólo quedan pequeñas porciones del bosque original), en gran medida como resultado del uso de la madera como combustible, es un serio problema, y como consecuencia de ésta el suelo montañoso de Futuna es particularmente propenso a la erosión. No existen asentamientos permanentes en Alofí debido a la falta de fuentes de agua dulce.

## Clima
El clima es tropical sin estación seca, con vientos calmos, cálidos y húmedos. La temperatura media anual ronda entre los 25 y 26 °C. El mes más caliente es febrero, con un promedio de 30 °C y el más frío es julio, con 24 °C de promedio. Las temperaturas extremas registradas son de 18.4 °C como mínima y 33.4 °C como máxima. La precipitaciones anuales rondan entre los 2500-3000 mm en la Isla Wallis y casi 4000 mm en Futuna. La época más lluviosa es entre noviembre y abril, durante este período soplan vientos suaves, pero con posibles ciclones. Desde 1970, 12 huracanes azotaron al país, siendo Rajá el más fuerte, con ráfagas que llegaron a los 137 km/h. El mes más seco es agosto, con un promedio de 134 mm de lluvia.
| Datos climáticos de Mata-Utu          | Datos climáticos de Mata-Utu | Datos climáticos de Mata-Utu | Datos climáticos de Mata-Utu | Datos climáticos de Mata-Utu | Datos climáticos de Mata-Utu | Datos climáticos de Mata-Utu | Datos climáticos de Mata-Utu | Datos climáticos de Mata-Utu | Datos climáticos de Mata-Utu | Datos climáticos de Mata-Utu | Datos climáticos de Mata-Utu | Datos climáticos de Mata-Utu | Datos climáticos de Mata-Utu | Datos climáticos de Mata-Utu |
| Temperatura                           | Temperatura                  | Temperatura                  | Temperatura                  | Temperatura                  | Temperatura                  | Temperatura                  | Temperatura                  | Temperatura                  | Temperatura                  | Temperatura                  | Temperatura                  | Temperatura                  | Temperatura                  | Temperatura                  |
| Mes                                   | Ene                          | Feb                          | Mar                          | Abr                          | May                          | Jun                          | Jul                          | Ago                          | Sep                          | Oct                          | Nov                          | Dic                          |                              | Media Total                  |
| ------------------------------------- | ---------------------------- | ---------------------------- | ---------------------------- | ---------------------------- | ---------------------------- | ---------------------------- | ---------------------------- | ---------------------------- | ---------------------------- | ---------------------------- | ---------------------------- | ---------------------------- | ---------------------------- | ---------------------------- |
| Máxima temperatura registrada °C (°F) | 33 (93)                      | 33 (92)                      | 33 (94)                      | 34 (92)                      | 33 (92)                      | 33 (92)                      | 35 (95)                      | 31 (89)                      | 32 (90)                      | 31 (89)                      | 33 (92)                      | 33 (93)                      |                              |                              |
| Temperatura media-alta °C (°F)        | 30 (87)                      | 30 (87)                      | 30 (87)                      | 30 (86)                      | 29 (85)                      | 28 (84)                      | 28 (83)                      | 28 (83)                      | 29 (85)                      | 29 (85)                      | 30 (86)                      | 30 (86)                      |                              | 29 (85)                      |
| Temperatura media °C (°F)             | 27 (81)                      | 27 (81)                      | 27 (81)                      | 27 (81)                      | 27 (81)                      | 26 (79)                      | 26 (79)                      | 26 (79)                      | 26 (79)                      | 27 (81)                      | 27 (81)                      | 27 (81)                      |                              | 27 (81)                      |
| Temperatura media-baja °C (°F)        | 24 (76)                      | 24 (76)                      | 24 (76)                      | 24 (76)                      | 24 (76)                      | 24 (76)                      | 23 (75)                      | 23 (75)                      | 23 (75)                      | 24 (76)                      | 24 (76)                      | 24 (76)                      |                              | 24 (76)                      |
| Mínima temperatura registrada °C (°F) | 20 (69)                      | 21 (70)                      | 20 (69)                      | 20 (68)                      | 18 (66)                      | 18 (65)                      | 17 (64)                      | 17 (64)                      | 17 (63)                      | 19 (67)                      | 20 (68)                      | 20 (68)                      |                              |                              |
| Precipitaciones y horas de sol        |                              |                              |                              |                              |                              |                              |                              |                              |                              |                              |                              |                              |                              |                              |
| Mes                                   | Ene                          | Feb                          | Mar                          | Abr                          | May                          | Jun                          | Jul                          | Ago                          | Sep                          | Oct                          | Nov                          | Dic                          |                              | Total                        |
| Mm Totales (in)                       | 150 (5.9)                    | 125 (4.9)                    | 131 (5.2)                    | 122 (4.8)                    | 101 (4.0)                    | 102 (4.0)                    | 89 (3.5)                     | 108 (4.3)                    | 131 (5.2)                    | 162 (6.4)                    | 144 (5.7)                    | 149 (5.9)                    |                              | 1514 (59.6)                  |
| Mm de precipitación (in)              | 74 (2.9)                     | 61 (2.4)                     | 77 (3.0)                     | 94 (3.7)                     | 94 (3.7)                     | 101 (4.0)                    | 89 (3.5)                     | 108 (4.3)                    | 131 (5.2)                    | 160 (6.3)                    | 116 (4.6)                    | 89 (3.5)                     |                              | 1191 (46.9)                  |
| Cm de nieve (in)                      | 80 (31.5)                    | 67 (26.4)                    | 52 (20.5)                    | 26 (10.2)                    | 6 (2.4)                      | 1 (0.4)                      | 0 (0)                        | 0 (0)                        | 0 (0)                        | 3 (1.2)                      | 26 (10.2)                    | 61 (24.0)                    |                              | 322 (126.8)                  |
| Horas de sol                          | 72                           | 91                           | 109                          | 117                          | 158                          | 177                          | 216                          | 196                          | 140                          | 106                          | 72                           | 59                           |                              | 1513                         |
| Datos recogidos por Weatherbase       |                              |                              |                              |                              |                              |                              |                              |                              |                              |                              |                              |                              |                              |                              |